# Lars Andersson (brydżysta)
Lars Andersson – szwedzki brydżysta, z tytułem World International Master w kategorii Open (WBF), European Master (EBL).
Lars Andersson w latach 2002 i 2004 był trenerem lub niegrającym kapitanem drużyn młodzieżowych Szwecji.

## Wyniki brydżowe

### Zawody światowe
W zawodach światowych uzyskał następujące rezultaty.
| Mistrzostwa Świata. Konkurencja teamów | Mistrzostwa Świata. Konkurencja teamów | Mistrzostwa Świata. Konkurencja teamów | Mistrzostwa Świata. Konkurencja teamów | Mistrzostwa Świata. Konkurencja teamów | Mistrzostwa Świata. Konkurencja teamów |
| Rok                                    | Miejsce                                | Zawody                                 | Kategoria                              | Drużyna                                | Pozycja                                |
| -------------------------------------- | -------------------------------------- | -------------------------------------- | -------------------------------------- | -------------------------------------- | -------------------------------------- |
| 2002                                   | Montreal                               | 11. Mistrzostwa Świata                 | Open                                   | Morath                                 | 65                                     |
| 2000                                   | Southampton                            | 34. Mistrzostwa Świata Teamów          | Trans                                  | Gullberg                               | 57                                     |
| 2000                                   | Southampton                            | 34. Mistrzostwa Świata Teamów          | Open                                   | Sweden                                 | 5                                      |

| Mistrzostwa Świata. Konkurencja par | Mistrzostwa Świata. Konkurencja par | Mistrzostwa Świata. Konkurencja par | Mistrzostwa Świata. Konkurencja par | Mistrzostwa Świata. Konkurencja par | Mistrzostwa Świata. Konkurencja par |
| Rok                                 | Miejsce                             | Zawody                              | Kategoria                           | Partner                             | Pozycja                             |
| ----------------------------------- | ----------------------------------- | ----------------------------------- | ----------------------------------- | ----------------------------------- | ----------------------------------- |
| 2006                                | Werona                              | 12. Mistrzostwa Świata              | Open                                | Bryan Maksymetz                     | 148                                 |
| 2002                                | Montreal                            | 11. Mistrzostwa Świata              | Open                                | Tommy Bergdahl                      | 48                                  |
| 1990                                | Genewa                              | 8. Mistrzostwa Świata               | Miksty                              | Eva-Liss Göthe                      | 2                                   |

### Zawody europejskie
W europejskich zawodach zdobył następujące lokaty:
| Zawody europejskie. Konkurencja teamów | Zawody europejskie. Konkurencja teamów | Zawody europejskie. Konkurencja teamów | Zawody europejskie. Konkurencja teamów | Zawody europejskie. Konkurencja teamów | Zawody europejskie. Konkurencja teamów |
| Rok                                    | Miejsce                                | Zawody                                 | Kategoria                              | Drużyna                                | Pozycja                                |
| -------------------------------------- | -------------------------------------- | -------------------------------------- | -------------------------------------- | -------------------------------------- | -------------------------------------- |
| 2003                                   | Mentona                                | 1. Otwarte Mistrzostwa Europy          | Open                                   | Gullberg                               | 61                                     |
| 2003                                   | Mentona                                | 1. Otwarte Mistrzostwa Europy          | Miksty                                 | Savolainen                             | 60                                     |
| 2001                                   | Teneryfa                               | 45. Mistrzostwa Europy Teamów          | Open                                   | Sweden                                 | 21                                     |
| 1999                                   | Malta                                  | 44. Mistrzostwa Europy Teamów          | Open                                   | Sweden                                 | 2                                      |
| 1997                                   | Montecatini                            | 43. Mistrzostwa Europy Teamów          | Open                                   | Sweden                                 | 8                                      |

| Zawody europejskie. Konkurencja par | Zawody europejskie. Konkurencja par | Zawody europejskie. Konkurencja par | Zawody europejskie. Konkurencja par | Zawody europejskie. Konkurencja par | Zawody europejskie. Konkurencja par |
| Rok                                 | Miejsce                             | Zawody                              | Kategoria                           | Partner                             | Pozycja                             |
| ----------------------------------- | ----------------------------------- | ----------------------------------- | ----------------------------------- | ----------------------------------- | ----------------------------------- |
| 2003                                | Mentona                             | 1. Otwarte Mistrzostwa Europy       | Mikst                               | Pirkko Savolainen                   | 306                                 |
| 2000                                | Bellaria                            | 6. Mistrzostwa Europy Mikstów       | Mikst                               | Anna Jaerup                         | 14                                  |
| 1997                                | Haga                                | 9. Mistrzostwa Europy Par           | Seniorzy                            | Rikard Jansson                      | 52                                  |

## Klasyfikacja
- Lars Andersson – klasyfikacja EBL (ang.)
- Lars Andersson – klasyfikacja WBF (ang.)